# Aflenz
Aflenz je městys (německy Marktgemeinde), který leží v okrese Bruck-Mürzzuschlag, ve spolkové zemi Štýrsko (německy Steiermark) v Rakousku. V lednu 2016 tam žilo 2421 obyvatel.

## Popis

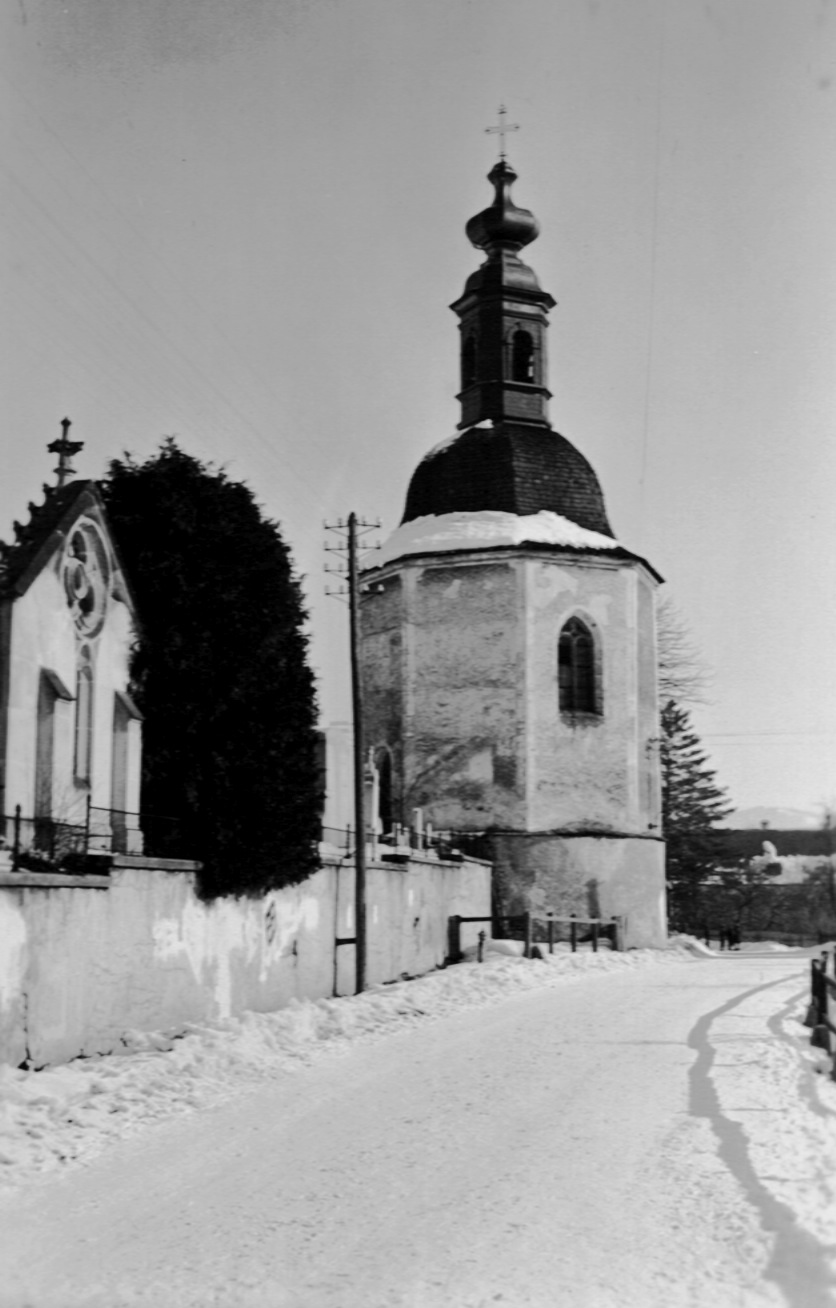
Kaple s kostnicí

Městys tvoří celkem šest místních částí, jimiž jsou:
| Jméno         | Obyvatel |  | Jméno     | Obyvatel |
| ------------- | -------- |  | --------- | -------- |
| Aflenz Kurort | 991      |  | Graßnitz  | 462      |
| Döllach       | 111      |  | Jauring   | 499      |
| Dörflach      | 213      |  | Tutschach | 152      |

Počet obyvatel je k 1. lednu 2015.
Celková rozloha území městyse je 55,5 km². Uvedené místní části jsou rozloženy v jižní části území, v údolí, v nadmořské výšce zhruba od 700 do 850 m. Nacházejí se podél Zemské silnice B20 (Mariazeller Straße). V jihovýchodní části, při okraji katastru, protéká potok Stübmingbach.
Území městyse na sever a severozápad od údolí je hornaté, s horskými vrcholy, které dosahují nadmořských výšek téměř 2000 m. Některé z nich jsou: Kampl (1990 m n. m.), Grosser Winkelkogel (1957 m n. m.), Feinstrigstein (1836 m n. m.), Windgrube (1809 m n. m.), Ranstein (1555 m n. m.) a některé další. K vrcholku hory Ranstein vede z údolí sedačková lanová dráha v délce zhruba 1700 m.
Sousední obce
Městys Aflenz sousedí jen se dvěma obcemi: Turnau na severu, východě a na jihu a Thörl na jihu a západě. Obě obce spadají do okresu Bruck-Mürzzuschlag.

## Zajímavosti
- Římskokatolický farní kostel v Aflenz Kurort
- Pozdněgotická kaple s kostnicí
- Lázeňské budovy v Aflenz Kurort